# Chrysler 200
La Chrysler 200 è una vettura prodotta dalla casa automobilistica statunitense Chrysler a partire dal 2010 e commercializzata a partire dal 2011 fino al 2014 quando è stata sostituita dalla seconda serie. Oltre che protagonista dello spot Chrysler 2011 andato in onda durante il Super Bowl, la 200, insieme alla 300, è la vettura che marca la svolta d'immagine, e di dirigenza, del gruppo automobilistico statunitense dopo l'epilogo fallimentare che ha portato l'intero gruppo di Auburn Hills alla bancarotta controllata. Della vettura è esistita una variante europea: Lancia Flavia, venduta nella sola versione cabriolet.
Nel 2014 viene presentata la seconda generazione.

## Contesto e sviluppo
Indipendentemente dalla situazione economica in cui il gruppo statunitense si trovava, la 200 nasce dalla necessità di sostituire un modello molto importante per la Chrysler ma che non aveva ottenuto il successo sperato e non era sufficientemente all'altezza delle concorrenti e del nome che portava con sé: la Chrysler Sebring. La situazione in cui si trovava la Chrysler però segnò molto l'immagine della nuova berlina americana; la vettura, che era ormai già a livello quasi definitivo quando la Chrysler passò sotto la dirigenza italiana della Fiat, non solo venne scelta come automobile pilota della nuova immagine del gruppo, ma prese quanto più possibile le distanze dal precedente modello, interrompendo con una generazione di vetture che in quindici anni aveva visto succedersi ben 5 modelli, tutti sempre denominati Sebring. Per quanto la stampa, ma anche la dirigenza italiana, già accennassero ad un'integrazione delle vetture a marchio Chrysler con quelle a marchio Lancia, la 200, a livello tecnico, meccanico ed estetico, non risente di alcuna influenza del marchio europeo: lo stato d'avanzamento del progetto era ormai alla fase finale. Le influenze italiane sono quindi percettibili all'interno della vettura dove la scelta dei materiali, di disegni e rifiniture è stata attribuita ad una collaborazione fra i designer italiani e quelli statunitensi. Il concetto di rinascita, cambiamento e di miglioramento qualitativo che la 200 porta con sé si concentra in uno spot andato in onda durante il Super Bowl, dove la 200, insieme al testimonial Eminem, sono i protagonisti di una presentazione che mette in luce le nuove prospettive non solo dell'auto ma anche dell'intero gruppo industriale e di tutti gli americani, soprattutto in riferimento alla crisi economica che in quel momento si stava vivendo. Il messaggio dello spot si concludeva con uno slogan concepito per racchiudere l'intero contesto: Imported from Detroit, poi diventato il nuovo slogan dell'intero gruppo industriale.

### Caratteristiche

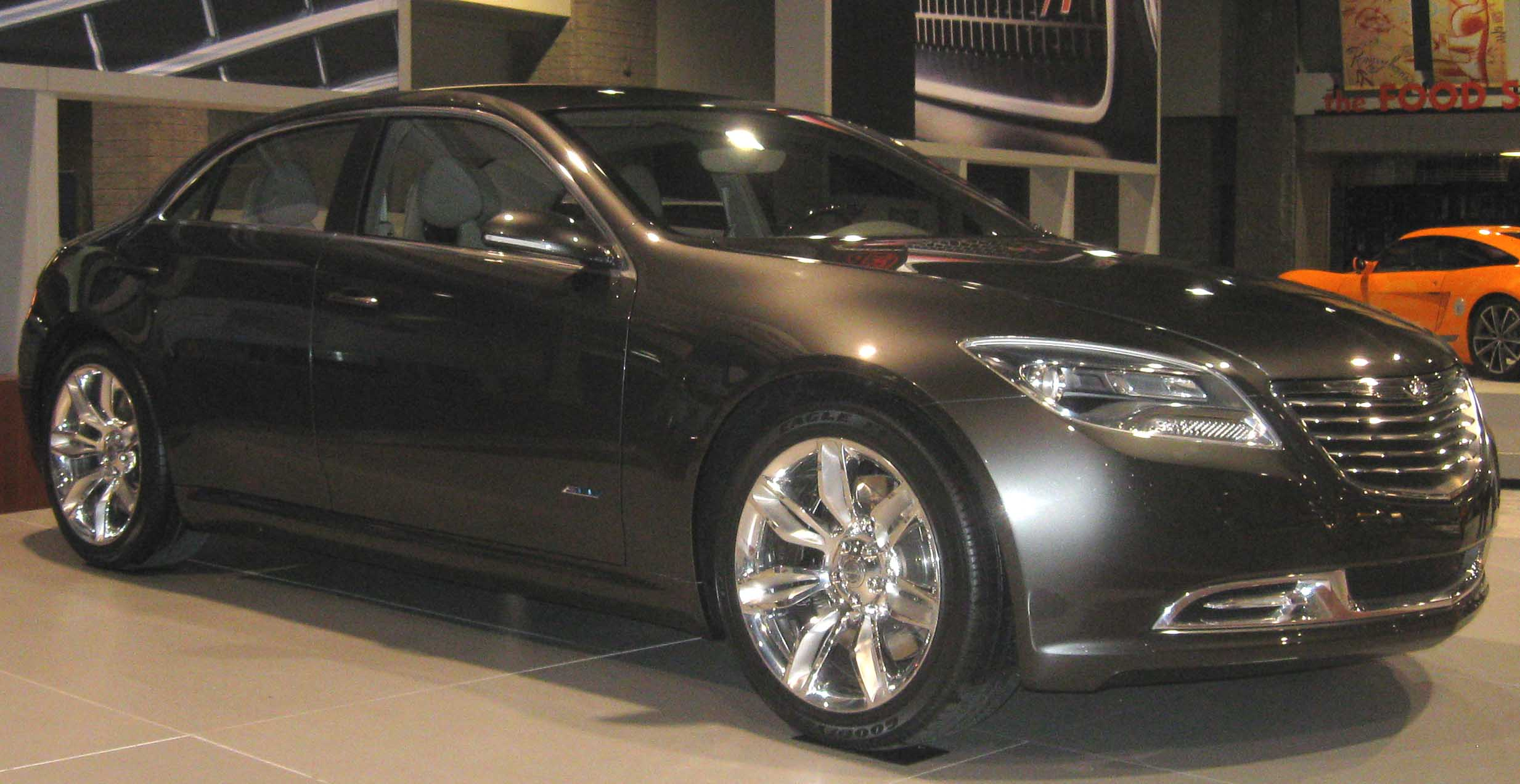
Il concept 200C EV presentato nel 2009

Si tratta di una berlina di 4,87 metri di lunghezza e, come il modello che è andata a sostituire, viene commercializzata con due varianti di carrozzeria: berlina a tre volumi e cabriolet; quest'ultima lunga 4,95 metri. Dalle dimensioni più grandi della Sebring JS che sostituisce, differisce notevolmente da quest'ultima anche nella linea, decisamente ammorbidita nella 200, linea che trae ispirazione dal concept Chrysler 200C EV presentato al salone dell'automobile di Detroit nel 2009. La 200 è basata sulla stessa piattaforma della sua progenitrice ovvero la "JS", nome con cui la Chrysler identifica la propria versione del pianale Mitsubishi GS. Viene commercializzata in quattro allestimenti tutti con motorizzazione benzina: tre (LX, Touring, Limited) dotati di un motore GEMA 4 cilindri in linea per un totale di 2,4 litri, e un quarto allestimento denominato "S" dotato di motore Pentastar (6 cilindri disposti a V) da 3,6 litri.

### Seconda generazione (2014-2016)

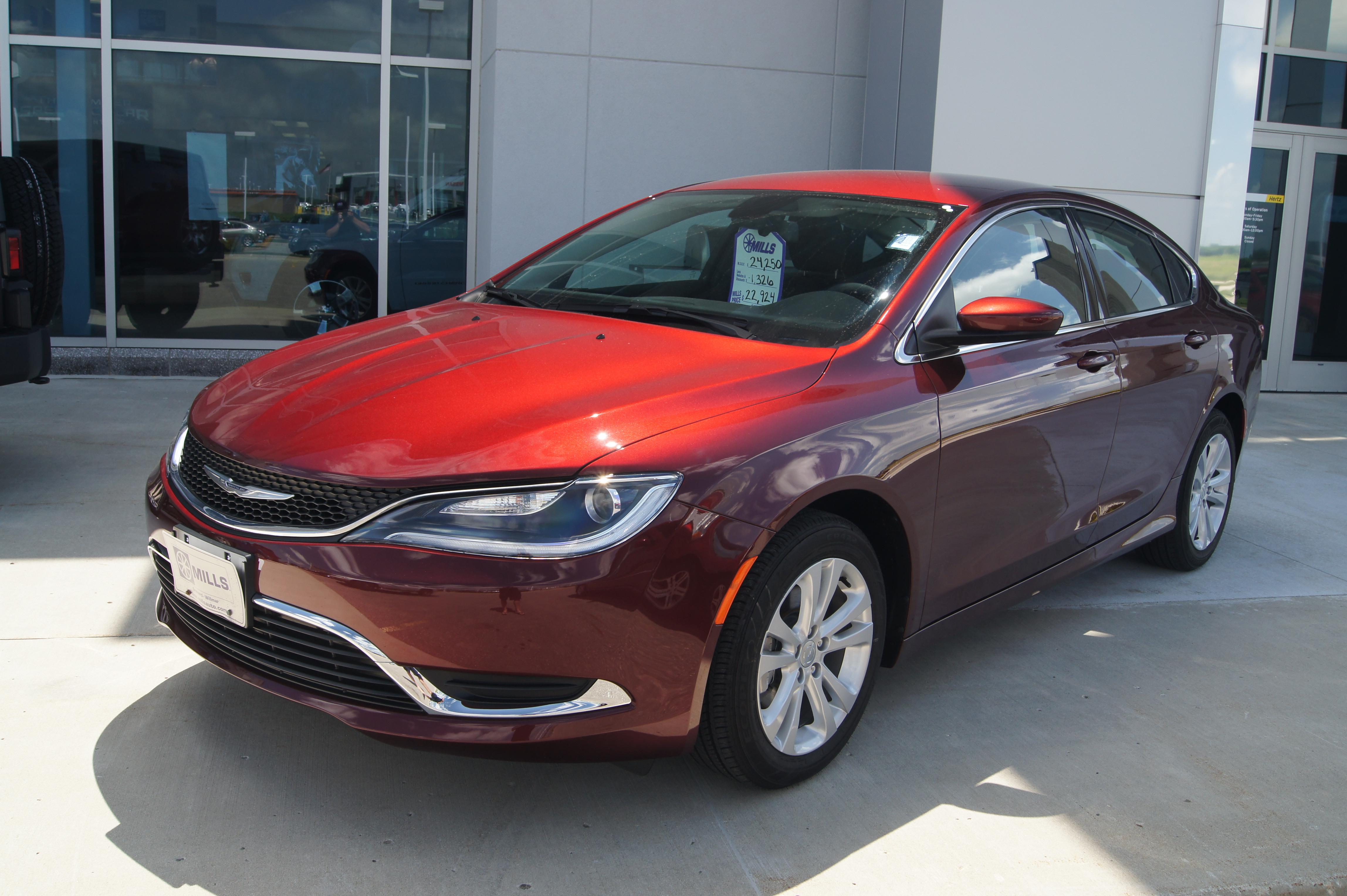
Chrysler 200 Seconda Serie del 2015

La Chrysler 200 è stata rinnovata nel 2014, e la sua produzione è iniziata il 14 marzo 2014. Questo nuovo modello è basato su una piattaforma del gruppo Fiat Chrysler Automobiles. È stato presentato al salone di Detroit nel marzo 2014. Chrysler 200, basata sul nuovo pianale modulare "CUSW" di derivazione Alfa Romeo Giulietta.
La Chrysler 200 del 2015 è stata presentata il 13 gennaio 2014 al salone internazionale dell'automobile del Nord America a Detroit, nel Michigan.

## Motorizzazioni
| Modello              | Disponibilità | Motore  | Cilindrata (cm³) | Potenza         | Coppia Massima (Nm) | Emissioni CO2 (g/Km) | 0–100 km/h (secondi) | Velocità max (Km/h) | Consumo medio (Km/l) |
| 2.4 16V              | dal debutto   | Benzina | 2360             | 129 Kw (175 Cv) | 225                 | 221                  | 9.3                  | 210                 | 12.2                 |
| 3.6 V6 24V Pentastar | dal debutto   | Benzina | 3604             | 206 Kw (280 Cv) | 320                 | 262                  | 7.5                  | 245                 | 10.8                 |